# Dichagyris libanicola
Dichagyris libanicola là một loài bướm đêm thuộc họ Noctuidae. Nó là loài đặc hữu của the Levant, more specifically Liban và adjacent parts của Syria và Israel.
Con trưởng thành bay từ tháng 5 đến tháng 6. Có một lứa một năm.